# ناصر زراعتی
ناصر زراعتی (زاده ۱۳۳۰) نویسنده ایرانی فارغ‌التحصیل دانشکده هنرهای دراماتیک است. از وی داستانهای کوتاه بسیاری منتشر شده ‌است. وی مقیم شهر گوتنبرگ سوئد می‌باشد.
او چند سالی‌ست که در کشور سوئد اقامت گزیده و در آن‌جا نیز به فعالیت فرهنگی مشغول است. ناصر زراعتی با همکاری خانه هنر و ادبیات گوتنبرگ و رادیو سپهر و پیام سوئد اقدام به خوانش بسیاری از کتاب‌ها و مقالات مطرح کرده‌اند.